# ANGELUS -엔젤러스-/Z!Z!Z!-Zip!Zap!Zipangu!-
〈ANGELUS -엔젤러스-/Z!Z!Z!-Zip!Zap!Zipangu!-〉(ANGELUS -アンジェラス-／Z!Z!Z!-Zip!Zap!Zipangu!- 안제라스/지지지짓푸잣푸지판구[*])는 시마타니 히토미의 열여섯 번째 싱글이다. 2004년 8월 11일에 에이벡스 트랙스에서 발매됐다.

## 해설
첫 양 A면 싱글이다.
〈ANGELUS -엔젤러스-〉는 정열적인 라틴 음악이며, 애니메이션 《이누야샤》의 여는 곡으로 사용되며, 2007년 8월 22일에 전국 게임 센터에서 가동을 개시한 음악 게임 《Dance Dance Revolution SuperNOVA2》에도 수록됐다. 또 이 곡으로 2004년의 홍백가합전에 출연.
오로지널과는 다르게 《이누야샤》의 여는 곡으로 사용된 믹스는 보컬 어렌지와 함께 약간의 차이가 있다. 이 믹스는 《BEST OF INUYASHA 청풍명월 -이누야샤 테마 전집 그 두 번째-》에 TV-size로 전체 길이의 버전과 함께 수록되어 있으며, 2013년 발매한 베스트 음반 《15th Anniversary SUPER BEST》의 기획으로 행해진 ‘셀프 커버해줬으면 하는 노래’ 팬 투표에서는 1위가 됐으며, Jazzin' park 프로듀스에 의한 편곡이 실시됐으며 수록됐다..
〈Z!Z!Z! -Zip!Zap!Zipangu!-〉는 아테네 올림픽 중계 방송의 테마곡이 되며 유로비트조의 올림픽 응원가가 되고 있다.
컨셉트 음반 《crossover》에 재편곡된 〈Z!Z!Z! -Zip!Zap!Zipangu! (crossover version)〉이 수록되어 있다.

## 수록곡
| #  | 제목                                            | 작사          | 작곡            | 편곡 | 재생 시간 |
| -- | ----------------------------------------------- | ------------- | --------------- | ---- | --------- |
| 1. | 〈ANGELUS -엔젤러스-〉 (ANGELUS -アンジェラス-) | BOUNCEBACK    | BULGE           |      |           |
| 2. | 〈Z!Z!Z! -Zip!Zap!Zipangu!-〉                   | 우에다 타츠지 | 코모리타 미노루 |      |           |
| 3. | 〈ANGELUS -엔젤러스-〉 (instrumental)           |               | BULGE           |      |           |
| 4. | 〈Z!Z!Z! -Zip!Zap!Zipangu!-〉 (instrumental)    |               | 코모리타 미노루 |      |           |

## 미디어에서의 사용
ANGELUS -엔젤러스-
- ytv 계열 애니메이션 《이누야샤》 여는 곡

Z!Z!Z! -Zip!Zap!Zipangu!-
- TV 도쿄 계열 《아테네 2004》 테마 송

## 차트
| 차트               | 최고 순위 |
| ------------------ | --------- |
| 오리콘 차트 (주간) | 8         |